# One Piece: Unlimited Cruise 1 - Le Trésor sous les flots
 (mars 2018).
Si vous disposez d'ouvrages ou d'articles de référence ou si vous connaissez des sites web de qualité traitant du thème abordé ici, merci de compléter l'article en donnant les références utiles à sa vérifiabilité et en les liant à la section « Notes et références ».
One Piece: Unlimited Cruise 1 - Le Trésor sous les flots (ワンピース アンリミテッドクルーズ: 波に揺れる秘宝, Wan Pīsu Anrimiteddo Kurūzu: nami ni yureru hihō) est un jeu vidéo d'action-aventure qui s'inspire du shōnen de Eiichiro Oda, One Piece, qui mélange la piraterie, l'amour du combat et la représentation du pouvoir de l'amitié.
Un équipage de pirates parcourt quatre îles à la recherche d'un trésor et devront faire face à de nombreux ennemis issus du manga original. Il s'agit d'une histoire inédite qui pourrait prendre place entre les événements de Thriller Bark et de l'archipel Sabaody. Ce jeu est cependant la suite de One Piece Unlimited Adventure, reprenant les graphismes, les voix et les modes de jeu. Il s'agit du 27e jeu de la franchise One Piece et du 13e sur console de salon.
Le doublage et les bruitages sont en langue japonaise et les textes en français. L'auteur du manga original a participé à une grande partie du développement du design des personnages et des décors, permettant au jeu de rester fidèle aux attitudes et capacités des personnages présents dans l'univers du manga. Le jeu est uniquement disponible sur la Nintendo Wii.

## Trame
L'aventure commence avec l'équipage du chapeau de paille prit dans une tempête. Nos amis arrivent à passer outre à la tempête mais perdent leur capitaine Luffy. Ce dernier est en fait piégé dans une autre dimension où une lumière l'invite à participer à un jeu, avec une récompense faramineuse à la clé. Ne sachant quoi faire, Luffy accepte le défi et est directement projeté sur la première île.
De son côté, l'équipage voit émerger cinq îles de la mer et observe leur capitaine expulsé sur la première île. Ils partent donc à sa recherche sur l'archipel. Après s'être retrouvés, l'équipage aperçoit un être volant ingérer des objets pour les convertir en énergie, nécessaire pour passer les diverses zones du jeu. Ils décident, après plusieurs propositions farfelues, de l'adopter et de l'appeler Gabri. Ce dernier leur explique qu'il doit surveiller l'attitude des pirates durant le jeu, afin d'évaluer leur courage et leur intégrité. Cette évaluation donnera lieu à une récompense de l'île à la fin de leurs épreuves. L'équipage se rend compte que des hommes de boue prennent l'apparence d'ennemis issus de leurs souvenirs et que leur puissance est augmentée. Diverses stèles antiques (dont Robin comprend l'écriture) sont d'ailleurs réparties sur les îles et nous en apprennent un peu plus sur la technologie présente sur les îles et l'histoire de cet archipel.
L'exploration des quatre îles s'achève, permettant aux héros d'arriver devant l'objectif final, pour avoir leur récompense promise. Durant l'aventure, Gabri s'est familiarisé avec le groupe et souhaite faire partie de leur équipage grâce à la récompense. Malgré sa sympathie, le réseau central est envahi par les ténèbres de Barbe Noire, le dernier pirate combattu, et corrompt le système d'évaluation de l'île. Une erreur qui, au grand désespoir de l'équipage, déclenche la fureur du Gardien du Destin, ultime évaluateur et protecteur de l'archipel, qui combat nos héros en contenant Gabri dans son épaule. Ce dernier explique qu'en guise de récompense, l'île doit tuer le Mal et par conséquent tous les pirates. Après avoir vaincu le Gardien, tout semble aller pour le mieux, l'équipage sauve leur ami et se prépare à sortir du repaire. Cependant dans un ultime sursaut, le Gardien reprend conscience et lance un laser surpuissant sur Luffy et sa bande. Gabri se sacrifie pour l'équipage et encaisse le coup fatal. Après de poignants adieux, on peut voit l'esprit de Gabri se glisser dans les mains de Luffy sous forme d'orbe d'énergie. Il lui fait alors la promesse de lui rendre sa forme originel.
La suite de ce jeu, One Piece : Unlimited Cruise 2 - L'Éveil d'un héros, est sortie cinq mois après le premier opus au Japon et reprend la narration directement à la fin du premier opus.

## Système de jeu
Le jeu puisse sa jouabilité et son système dans certains types de jeu vidéo : le RPG, le Beat Them All, le jeu d'aventure et le jeu de combat. Chacun apporte une manière de jouer à One Piece: Unlimited Cruise.

### Aventure

#### Quêtes
Le jeu se rapproche d'un jeu dit « RPG » dans la mesure où le joueur doit réaliser des quêtes (chercher des objets, obtenir une certaine compétence...) pour progresser à travers le monde du jeu. Le joueur peut, de même, choisir les personnages qu'il veut jouer par le biais d'une roue de sélection, augmenter les compétences et les statistiques (vie, endurance) des personnages souhaités et récolter des objets en plus ou moins grande quantité. Ces axes de gameplay permettent de considérer le jeu comme un RPG et possèdent une place prépondérante dans la jouabilité et oriente le joueur vers plusieurs choix de jeu : entrainer chacun de ses personnages à la même fréquence ou se focaliser sur un seul membre de l'équipage. À la manière d'un jeu de rôle, plus un personnage se bat, plus il peut acquérir de points d'expérience et plus vite il augmentera de niveau. 

#### Système d'inventaire et de combat simplifié
Cependant, à la différence d'un Final Fantasy ou d'un Far Cry, le joueur ne peut pas attribuer de points à une compétence en particulier ou augmenter ses statistiques d'attaque et de défense en prenant un item particulier : si le joueur donne un coup de poing simple, seul le coup de poing simple gagnera en puissance et passera des niveaux. C'est sur ce point que ce jeu se rapproche d'un jeu d'aventure : pas de gestion trop complexe des personnages et des situations de combat, une simplicité dans la gestion d'inventaire et dans le système de combat et une absence d'arbre de compétences. Il n'y a pas non plus de système d'enchainement de coups (combos) trop complexe ou de synergie entre certains objets (le joueur ne peut pas être insensible au poison ou au feu), chaque objet a une utilisation propre, immédiate et unique. Le jeu se focalise (comme dans le manga original) sur la découverte des îles et sur la récolte d'objets.

#### Objets
Le personnage peut acquérir des objets au cours de l'aventure qui lui permettra de fabriquer des outils ou de passer des points de contrôle. On peut, afin de récolter des ressources, pêcher des monstres marins, chasser des animaux, briser des pierres ou de la glace, attraper des insectes et récolter des fruits. Des personnages peuvent aussi combiner ces objets pour acquérir de nouvelles capacités : Sanji peut augmenter les points de vie et d'endurance es personnages grâce à sa cuisine, Chopper peut faire des médicaments pour faire récupérer des points de vie ou d'énergie et Usopp peut fabriquer différents outils tel que des bombes et des élastiques géants. Franky fabrique des ponts, fait des échelles pour accéder à des zones cachées ou peut détruire des énormes rochers.

### Combat
Le manga original utilisant les codes du shōnen, l'auteur doit retranscrire des scènes de combat et des techniques originales pour combattre. Le jeu suit cette tendance et guide le joueur à travers le monde du jeu par le biais de combats à faire.
On retrouve les règles classiques d'un Beat Them All, à savoir la liste de techniques assez large et complète, des sensations de puissance dans les coups donnés et reçus par le personnage, un grand nombre d'ennemis dans un lieu restreint pour augmenter l'efficacité des attaques et une zone de déplacement claire pour une bonne exploration par le joueur. La faible variété d'objets à collecter et la difficulté de plus en plus grande au fil de l'aventure confirment cette inspiration dans le gameplay de ce type de jeu. Le jeu n'est toujours que la suite d'un Beat Them All et suit la tendance de Ganbarion à créer des jeux de combat simples dans un univers d'exploration. Les touches pika pika no mi sont aussi clairement définies et affichées mais ne permettent pas d'exécuter d'enchainement de coups exagérément  puissant.
La capacité de l'ennemi à esquiver, à effectuer plusieurs types d'attaque ou son grand nombre de points de vie ne sont pas communes à un Beat Them All traditionnel (Dynasty Warriors, Devil May Cry...), ou plutôt que ces types de caractéristique rendent l'expérience de jeu d'un Beat Them All plus difficile. L'inexistence de quête secondaire est commune pour un jeu de combat mais la recherche d'objets et la capture d'animaux vont loin des préoccupations habituelles d'un joueur amateur de Beat Them All.
On pourra ainsi incarner durant l'aventure les différents personnages principaux du manga. Ils possèdent chacun une liste de coups et de combos attribués. Le niveau de force de ces coups est réglée par le joueur selon le temps d'appui sur les boutons, ainsi la force et la portée d'action sont augmentées.

## Accueil
Le jeu n'a pas fait l'objet d'une grande promotion lors de sa sortie en Europe. Les critiques internet de jeu sont le plus souvent bonnes, comme avec Jeuxvideo.com où il est gratifié d'un 15/20 « Entièrement basé sur l'exploration, le soft offre une liberté d'action très appréciable qui compense l'absence réelle de scénario et les défauts de gameplay [...] One Piece Unlimited Cruise 1 est un titre complet ».
Gamekult quant à lui donne une note de 5 sur 10, trouvant que « le public potentiel de One Piece Unlimited Cruise 1 est assez facile à cerner : il faut adorer la série ou alors aimer tourner en rond ».